# The View
The View este un talk-show american creat de jurnalista Barbara Walters. Cu peste 28 de sezoane, emisiunea a fost difuzată pe ABC ca parte a blocului de programe de zi al rețelei, începând cu 11 august 1997. Acesta prezintă un grup de femei din mai multe generații, care discută „subiectele fierbinți” ale zilei, cum ar fi știrile sociopolitice și de divertisment. În plus față de segmentele de conversație, panelul realizează, de asemenea, interviuri cu figuri proeminente, cum ar fi celebrități și politicieni. Producția emisiunii a avut loc în ABC Television Studio 23 din New York până în 2014, când a fost mutată la ABC Broadcast Center, unde a rămas până în septembrie 2024.
De-a lungul existenței sale, The View a avut 24 de gazde cu caracteristici și ideologii diferite, numărul de coprezentatoare permanente contractate variind între patru și opt femei pe sezon. Grupul inițial era format din Walters, jurnalista Meredith Vieira, avocata Star Jones, prezentatoarea de televiziune Debbie Matenopoulos și comediana Joy Behar.
The View a câștigat numeroase premii Daytime Emmy, și a primit laude din partea Associated Press, Entertainment Weekly, Los Angeles Times, Slate, precum și din partea The New York Times, care a considerat-o „cea mai importantă emisiune politică din America”. În 2021, The View a devenit cel mai vizionat program de știri și discuții din televiziunea de zi americană.

## Format

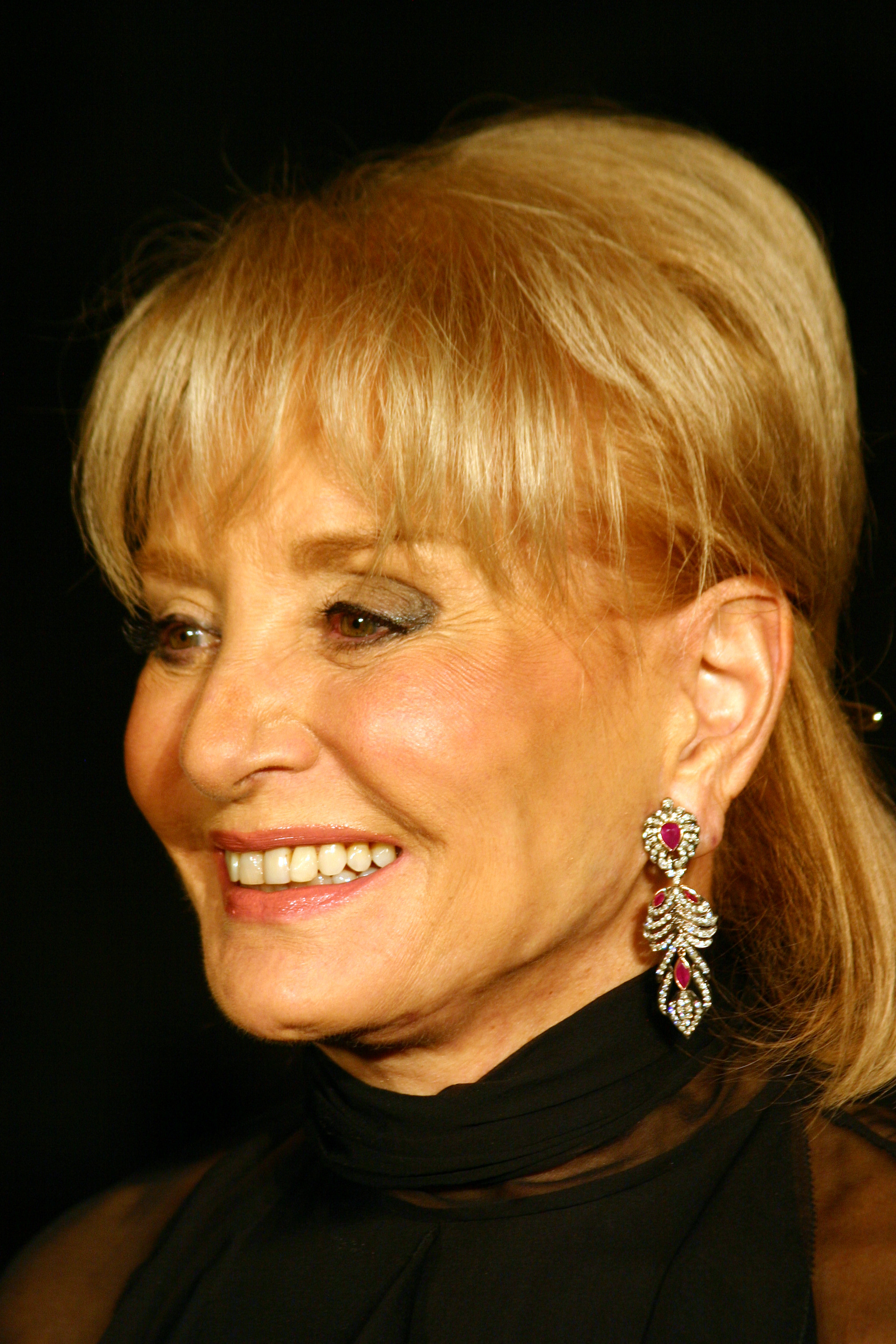
Barbara Walters, creatoarea emisiunii

Genericul de deschidere original al emisiunii The View conținea o voce de fundal a creatoarei și producătoarei executive și jurnalistei Barbara Walters, care explica premisa emisiunii, precum și acreditările coprezentatoarelor sale:
| “ | Întotdeauna mi-am dorit să fac o emisiune cu femei din generații, medii și puncte de vedere diferite: o mamă care muncește (jurnalista Meredith Vieira); o profesionistă în vârstă de 30 de ani (avocata Star Jones); o tânără aflată la început de drum (prezentatoarea de televiziune Debbie Matenopoulos); și cineva care a făcut de toate și va spune aproape orice (comediana Joy Behar). Și într-o lume perfectă, aș putea să mă alătur grupului oricând aș dori... | ” |

Emisiunea începe cu un segment în care panelul se angajează într-o discuție referitoare la subiecte care variază de la politică la probleme sociale, precum și la cultura pop, denumite în mod obișnuit „subiecte fierbinți”. Fiecare episod conține mai multe segmente care ocupă cea mai mare parte - dacă nu chiar toată - din emisiunea zilei. Discuțiile sunt frecvent urmate de interviuri cu invitații. De asemenea, emisiunea organizează periodic tombole pentru public. Fiecare emisiune se încheie cu remarcile de încheiere: „Să aveți o zi minunată, toată lumea, și luați-vă puțin timp pentru a vă bucura de priveliște (în engleză enjoy the view)”.

## Gazde
| Meredith Vieira      | 1997–2006               |  |  |  |  |  |  |  |  |  |  |  |  |  |  |  |  |  |  |  |  |  |  |  |  |  |  |  |  |  |  |  |  |  |
| Star Jones           | 1997–2006               |  |  |  |  |  |  |  |  |  |  |  |  |  |  |  |  |  |  |  |  |  |  |  |  |  |  |  |  |  |  |  |  |  |
| Debbie Matenopoulos  | 1997–1999               |  |  |  |  |  |  |  |  |  |  |  |  |  |  |  |  |  |  |  |  |  |  |  |  |  |  |  |  |  |  |  |  |  |
| Joy Behar            | 1997–2013, 2015–prezent |  |  |  |  |  |  |  |  |  |  |  |  |  |  |  |  |  |  |  |  |  |  |  |  |  |  |  |  |  |  |  |  |  |
| Barbara Walters      | 1997–2014               |  |  |  |  |  |  |  |  |  |  |  |  |  |  |  |  |  |  |  |  |  |  |  |  |  |  |  |  |  |  |  |  |  |
| Lisa Ling            | 1999–2002               |  |  |  |  |  |  |  |  |  |  |  |  |  |  |  |  |  |  |  |  |  |  |  |  |  |  |  |  |  |  |  |  |  |
| Elisabeth Hasselbeck | 2003–2013               |  |  |  |  |  |  |  |  |  |  |  |  |  |  |  |  |  |  |  |  |  |  |  |  |  |  |  |  |  |  |  |  |  |
| Rosie O'Donnell      | 2006–2007, 2014–2015    |  |  |  |  |  |  |  |  |  |  |  |  |  |  |  |  |  |  |  |  |  |  |  |  |  |  |  |  |  |  |  |  |  |
| Whoopi Goldberg      | 2007–prezent            |  |  |  |  |  |  |  |  |  |  |  |  |  |  |  |  |  |  |  |  |  |  |  |  |  |  |  |  |  |  |  |  |  |
| Sherri Shepherd      | 2007–2014               |  |  |  |  |  |  |  |  |  |  |  |  |  |  |  |  |  |  |  |  |  |  |  |  |  |  |  |  |  |  |  |  |  |
| Jenny McCarthy       | 2013–2014               |  |  |  |  |  |  |  |  |  |  |  |  |  |  |  |  |  |  |  |  |  |  |  |  |  |  |  |  |  |  |  |  |  |
| Nicolle Wallace      | 2014–2015               |  |  |  |  |  |  |  |  |  |  |  |  |  |  |  |  |  |  |  |  |  |  |  |  |  |  |  |  |  |  |  |  |  |
| Rosie Perez          | 2014–2015               |  |  |  |  |  |  |  |  |  |  |  |  |  |  |  |  |  |  |  |  |  |  |  |  |  |  |  |  |  |  |  |  |  |
| Raven-Symoné         | 2015–2016               |  |  |  |  |  |  |  |  |  |  |  |  |  |  |  |  |  |  |  |  |  |  |  |  |  |  |  |  |  |  |  |  |  |
| Michelle Collins     | 2015–2016               |  |  |  |  |  |  |  |  |  |  |  |  |  |  |  |  |  |  |  |  |  |  |  |  |  |  |  |  |  |  |  |  |  |
| Candace Cameron Bure | 2015–2016               |  |  |  |  |  |  |  |  |  |  |  |  |  |  |  |  |  |  |  |  |  |  |  |  |  |  |  |  |  |  |  |  |  |
| Paula Faris          | 2015–2018               |  |  |  |  |  |  |  |  |  |  |  |  |  |  |  |  |  |  |  |  |  |  |  |  |  |  |  |  |  |  |  |  |  |
| Jedediah Bila        | 2016–2017               |  |  |  |  |  |  |  |  |  |  |  |  |  |  |  |  |  |  |  |  |  |  |  |  |  |  |  |  |  |  |  |  |  |
| Sara Haines          | 2016–2018, 2020–prezent |  |  |  |  |  |  |  |  |  |  |  |  |  |  |  |  |  |  |  |  |  |  |  |  |  |  |  |  |  |  |  |  |  |
| Sunny Hostin         | 2016–prezent            |  |  |  |  |  |  |  |  |  |  |  |  |  |  |  |  |  |  |  |  |  |  |  |  |  |  |  |  |  |  |  |  |  |
| Meghan McCain        | 2017–2021               |  |  |  |  |  |  |  |  |  |  |  |  |  |  |  |  |  |  |  |  |  |  |  |  |  |  |  |  |  |  |  |  |  |
| Abby Huntsman        | 2018–2020               |  |  |  |  |  |  |  |  |  |  |  |  |  |  |  |  |  |  |  |  |  |  |  |  |  |  |  |  |  |  |  |  |  |
| Ana Navarro          | 2022–prezent            |  |  |  |  |  |  |  |  |  |  |  |  |  |  |  |  |  |  |  |  |  |  |  |  |  |  |  |  |  |  |  |  |  |
| Alyssa Farah Griffin | 2022–prezent            |  |  |  |  |  |  |  |  |  |  |  |  |  |  |  |  |  |  |  |  |  |  |  |  |  |  |  |  |  |  |  |  |  |

## Episoade notabile

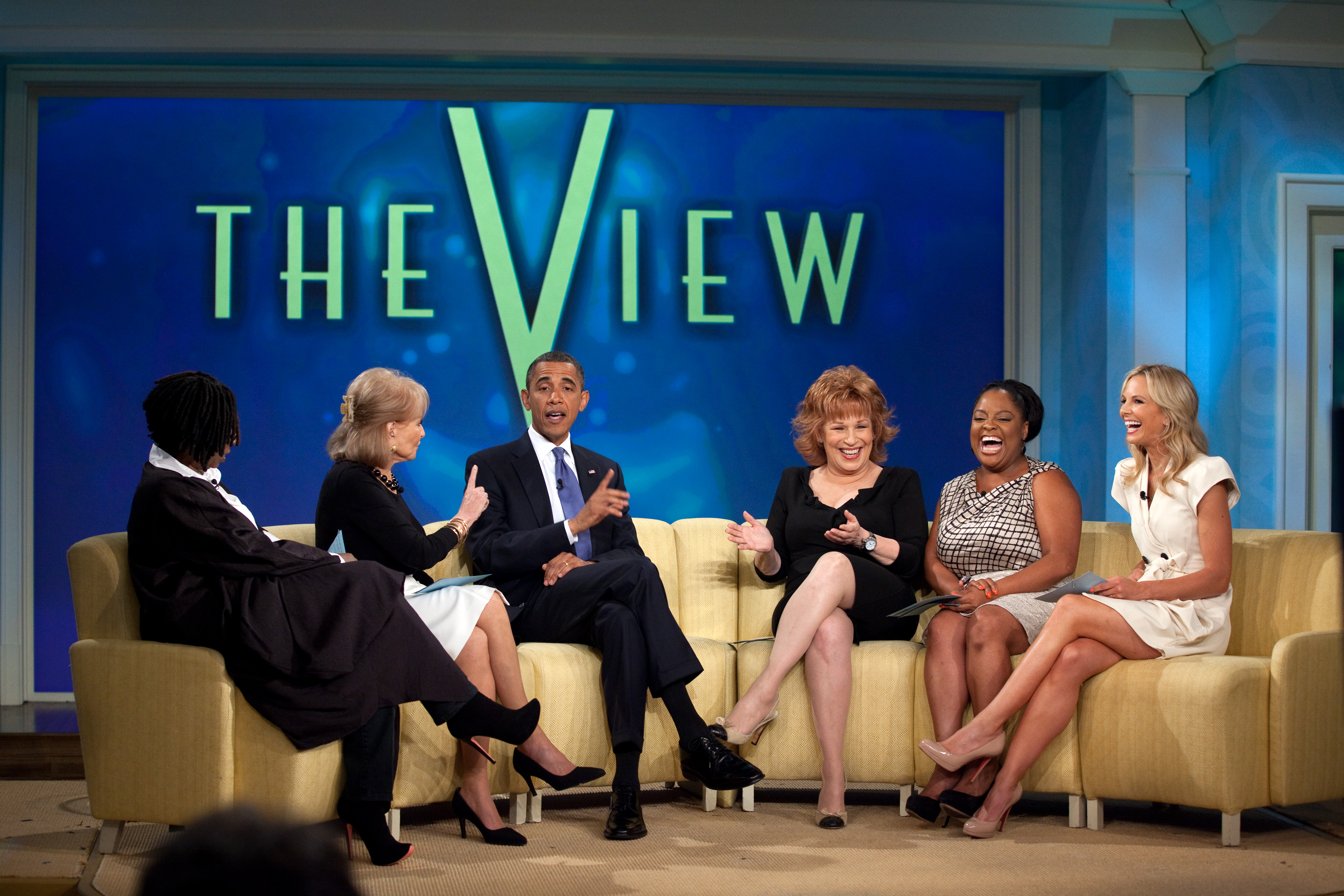
Gazdele îl intervievează pe Barack Obama, președintele Statelor Unite, pe 29 iulie 2010.

În 2010, președintele american Barack Obama a apărut ca invitat în timpul emisiunii din 29 iulie, marcând prima apariție într-un talk-show de zi a unui președinte american în funcție. Episodul a consemnat, de asemenea, revenirea Barbarei Walters după operația pe cord deschis din mai, înainte de a-și relua pauza. La 22 februarie 2012, Star Jones a apărut ca invitată și a discutat despre plecarea sa controversată din emisiune, marcând prima sa apariție de la plecarea respectivă în 2006. La 7 februarie 2014, Rosie O'Donnell a revenit ca invitată pentru prima dată de când a părăsit emisiunea în 2007.
Toate cele unsprezece coprezentatoare din istoria emisiunii au apărut în penultimul episod al lui Walters în calitate de gazdă, la 15 mai, pentru a-i sărbători pensionarea. Ultima apariție a lui Walters în calitate de coprezentatoare a fost difuzată a doua zi; a avut mai mulți invitați, inclusiv Hillary Clinton și gazda de televiziune Oprah Winfrey.
La 27 martie 2015, emisiunea a sărbătorit cea de-a 4.000-a emisiune, Walters și Joy Behar revenind pentru celebrare. La 5 septembrie 2016, înainte de premiera sezonului 20, ABC a difuzat un documentar intitulat The View: 20 Years in the Making, care prezenta momente notabile din emisiune și mai multe personalități implicate în istoria acesteia, prezentat de Behar.